# HK Almaty
Le HK Almaty est un club de hockey sur glace d'Almaty au Kazakhstan. Il évolue dans la Pro Hokei Ligasy.

## Historique
Le club est créé en 1967 sous le nom d'Avtomobilist Alma-Ata. En 1972, il est renommé Yenbek Alma-Ata. En 1994, la ville prend le nom d'Almaty. Il devient le HK Almaty en 2010.

## Palmarès
- Aucun trophée.

### Saisons au Kazakhstan
| Saison  | PJ | V  | VP | N | DP | D  | BP  | BC  | Pts | Classement | Séries éliminatoires              |
| ------- | -- | -- | -- | - | -- | -- | --- | --- | --- | ---------- | --------------------------------- |
| 2007-08 |    |    |    | - |    |    |     |     |     | ?e/ place  | Non qualifié pour la poule finale |
| 2006-07 | 24 | 0  | 0  | 0 | 1  | 23 | 24  | 194 | 1   | 7e/7 place | Pas de séries éliminatoires       |
| 2005-06 | 20 | 0  | 0  | 0 | 1  | 19 | 35  | 148 | 1   | 6e/6 place | Pas de séries éliminatoires       |
| 2004-05 | 28 | 11 | 0  | 2 | 0  | 15 | 84  | 87  | 35  | 5e/8 place | Pas de séries éliminatoires       |
| 2003-04 | 24 | 11 | -  | 2 | -  | 11 | 131 | 86  | 24  | 4e/7 place | Pas de séries éliminatoires       |
| 2002-03 | 24 | 14 | -  | 2 | -  | 8  | 103 | 70  | 30  | 4e/7 place | Pas de séries éliminatoires       |
| 2001-02 | 24 | 12 | -  | 0 | -  | 12 | 114 | 101 | 24  | 4e/7 place | Pas de séries éliminatoires       |
| 2000-01 | 24 | 10 | -  | 3 | -  | 11 | 83  | 126 | 23  | 4e/7 place | Pas de séries éliminatoires       |
| 1999-00 | 17 | 9  | -  | 1 | -  | 7  | 136 | 110 | 19  | 3e/8 place | 4e/4 de la poule finale           |